# Acalypha baronii
Acalypha baronii é uma espécie de flor do gênero Acalypha, pertencente à família Euphorbiaceae.